# Floor Mommersteeg
Floor Mommersteeg (Den Bosch,  1962) is een Nederlands beeldend kunstenaar die actief is als sieraadontwerper. Zij werkt in Amsterdam. 

## Biografie
Mommersteeg is opgeleid aan de Vakschool Schoonhoven en aan de Gerrit Rietveld Academie te Amsterdam.
In haar kleurrijke werk gebruikt Mommersteeg nylondraad dat zij plet en verhit. 
In Nederland wordt haar werk vertegenwoordigd door Galerie Ra.

## Tentoonstellingen (selectie)
- 2012 - Allegro Moderato, Galerie Reverso, Lissabon
- 2013 - Dare to wear, sieraden uit de collectie Paul Derrez / Willem Hoogstede, CODA (Apeldoorn).